# Qumux
Qumux è un comune dell'Azerbaigian situato nel distretto di Şəki. Conta una popolazione di 965 abitanti.